# Том Бин (Тексас)
Том Бин (енгл. Tom Bean) град је у америчкој савезној држави Тексас. По попису становништва из 2010. у њему је живело 1.045 становника.

## Демографија
Према попису становништва из 2010. у граду је живело 1.045 становника, што је 104 (11,1%) становника више него 2000. године.
| Група             | 2000.       | 2010.       |
| Белци             | 880 (93,5%) | 948 (90,7%) |
| Афроамериканци    | 4 (0,4%)    | 7 (0,7%)    |
| Азијати           | 2 (0,2%)    | 2 (0,2%)    |
| Хиспаноамериканци | 37 (3,9%)   | 52 (5,0%)   |
| Укупно            | 941         | 1.045       |